# William S. Sessions
William Steele Sessions (ur. 27 maja 1930 r. w Fort Smith, zm. 12 czerwca 2020 r. w San Antonio) – amerykański polityk i urzędnik państwowy, z wykształcenia prawnik. W okresie od 2 listopada 1987 do 19 lipca 1993 r. był 4. Dyrektorem Federalnego Biura Śledczego (FBI).

## Życiorys
Urodził się 27 maja 1930 r. w Fort Smith w stanie Arkansas. W 1948 r. ukończył Northeast High School w Kansas City, a dwa lata później wstąpił do wojsk lotniczych i pozostał w służbie do października 1955. W 1956 uzyskał tytuł Bachelor of Arts degree na Baylor University w Teksasie, a po kolejnych dwóch latach ukończył studia na Baylor University School of Law.
Po studiach rozpoczął trwającą 11 lat praktykę zawodową w Waco w Teksasie, w firmie Haley, Fulbright, Winniford, Sessions, and Bice. W 1969 r. podjął pracę w Departamencie Sprawiedliwości Stanów Zjednoczonych jako kierownik sekcji operacji rządowych w wydziale kryminalnym (Government Operations Section, Criminal Division). W 1971 r. został mianowany prokuratorem federalnym dystryktu zachodniego w Teksasie. Trzy lata później z rąk prezydenta Stanów Zjednoczonych Geralda Forda otrzymał nominację na sędziego federalnego w tym samym dystrykcie, a w 1980 r. został prezesem tamtejszego sądu. W latach 1980–1984 zasiadał w radzie Federalnego Centrum Sądowniczego (Federal Judicial Center).
1 listopada 1987 r. zrezygnował z funkcji i dzień później został zaprzysiężony na stanowisko dyrektora Federalnego Biura Śledczego. 19 lipca 1993 r. William Steele Sessions został odwołany z tego stanowiska przez prezydenta Billa Clintona. Był oskarżony o wykorzystywanie służbowego samolotu i limuzyny do prywatnych podróży, używania pieniędzy należących do Federalnego Biura Śledczego do prywatnych inwestycji oraz wykorzystania stanowiska do uzyskania korzystnego kredytu. Pomimo oburzenia opinii publicznej William Steele Sessions odmawiał ustąpienia z zajmowanego stanowiska, w związku z czym prezydent Bill Clinton zdymisjonował go ze skutkiem natychmiastowym. W 1995 podjął prywatną praktykę w San Antonio.
Zmarł 12 czerwca 2020 r. w San Antonio.